# 如意寺 (神戶市)
如意寺（日語：にょいじ）是位於兵庫縣神戶市西區櫨谷町谷口的天台宗佛寺。山號是比金山（日語：ひきんさん），祭祀的本尊是地藏菩薩。

## 沿革
根據《如意寺舊記》，在大化元年（645年）法道仙人因受到多聞天的教化，在櫨的木頭刻上地藏菩薩和毘沙門天，並開始祭祀，為寺廟起源。大化5年（649年），則成為孝德天皇的勅願寺，成為「三級塔一宇鐘樓堂二階樓門二箇鎮守其外僧院廿四坊」的大規模堂塔伽藍，並在仁壽元年（851年）由圓仁建立了文殊堂。雖然曾經歷過荒廢，諸寺廟建築傾頹、暴露雨曬的情況，但在正暦年間（990-995年）由願西尼（安養尼）中興。
傳說法道是天竺飛來的仙人，兵庫縣南部一帶散布有傳說是法道開基的寺院。但是，此寺應該不是在法道草創傳承的範圍。在貞應三年（1224年）的〈延暦寺政所下文案〉中記載是由願西聖人所建立，寺域有遍及東西16町南北12町。另一方面，有關如意寺的最早文獻是仁平2年（1152年），輔以挖掘調查所見，實際的創建年代可能是在12世紀中葉。
貞應2年（1223年）廢除了國役，在南北朝時代興建了三重塔，室町後期建立了文殊堂。天文8年（1539年），因為火災本堂、諸樓、法器皆被燒毀。此時期的院主一条院泉範立下修繕本堂的大願招募香油錢，「經過道俗男女八萬四千人五年的大願成就」。寛文7年（1667年）成為東叡山寬永寺的末寺，到江戶時代還有12坊院和朱印地43石餘、年貢地80石餘，境内被認為有遍及山林東西16町南北12町的範圍。

## 寺廟配置
本堂因老朽化在第二次世界大戰後完全解體，只保留了礎石。最初創建的本堂和常行三昧堂（現在的阿彌陀堂）是二堂式的法界寺型伽藍配置。或是有另一說法，從本堂遺跡東邊所在的三重塔的前身法華堂起，向西所加建的常行堂、南邊文殊堂的配置，推測是10世紀的願西尼所創建的天台宗寺院的早期遺構。
現在殘留的阿彌陀堂、三重塔、文殊堂，3棟被指訂為國家重要文化財。山門則是在離寺廟伽藍配置較遠的位置獨立存在，從此可顯示過往寺院地域領域的廣大。山門内則安放有鎌倉時代所作的塑像：金剛力士（仁王）像2尊（阿形・吽形）。

## 文化財

### 重要文化財（國家指定）
- 文殊堂（附:廚子） - 歇山頂、本瓦葺。建於室町時代，從部件木材上的墨書，推定是在享德2年（1453年）所建立。建於傾斜地，因此前面建築為干欄式是其特色。
- 阿彌陀堂（常行堂） - 歇山頂，栩葺型銅板葺。建於鎌倉時代初期。正面全部是木板門扇（日語：蔀戸）。
- 三重塔 - 建於約南北朝時代，至德2年（1385年）、本瓦葺，高為21.33m。

### 兵庫縣指定文化財
- 塑造金剛力士（仁王）像 - 鎌倉時代

### 其他
- 山門
- 宝箧印式塔
- 五輪塔 傳平惟盛

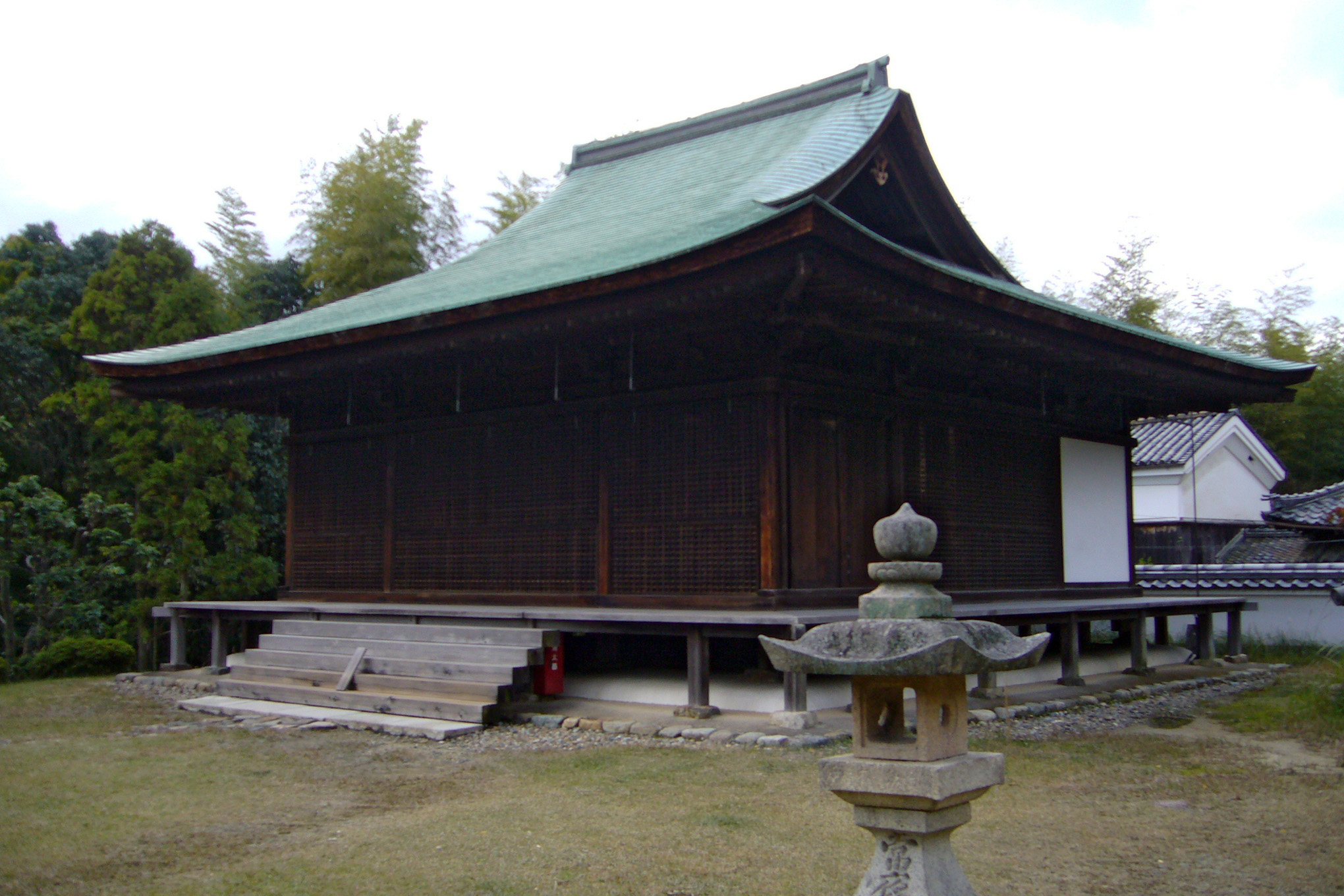
阿彌陀堂（重要文化財）
文殊堂（重要文化財）南面
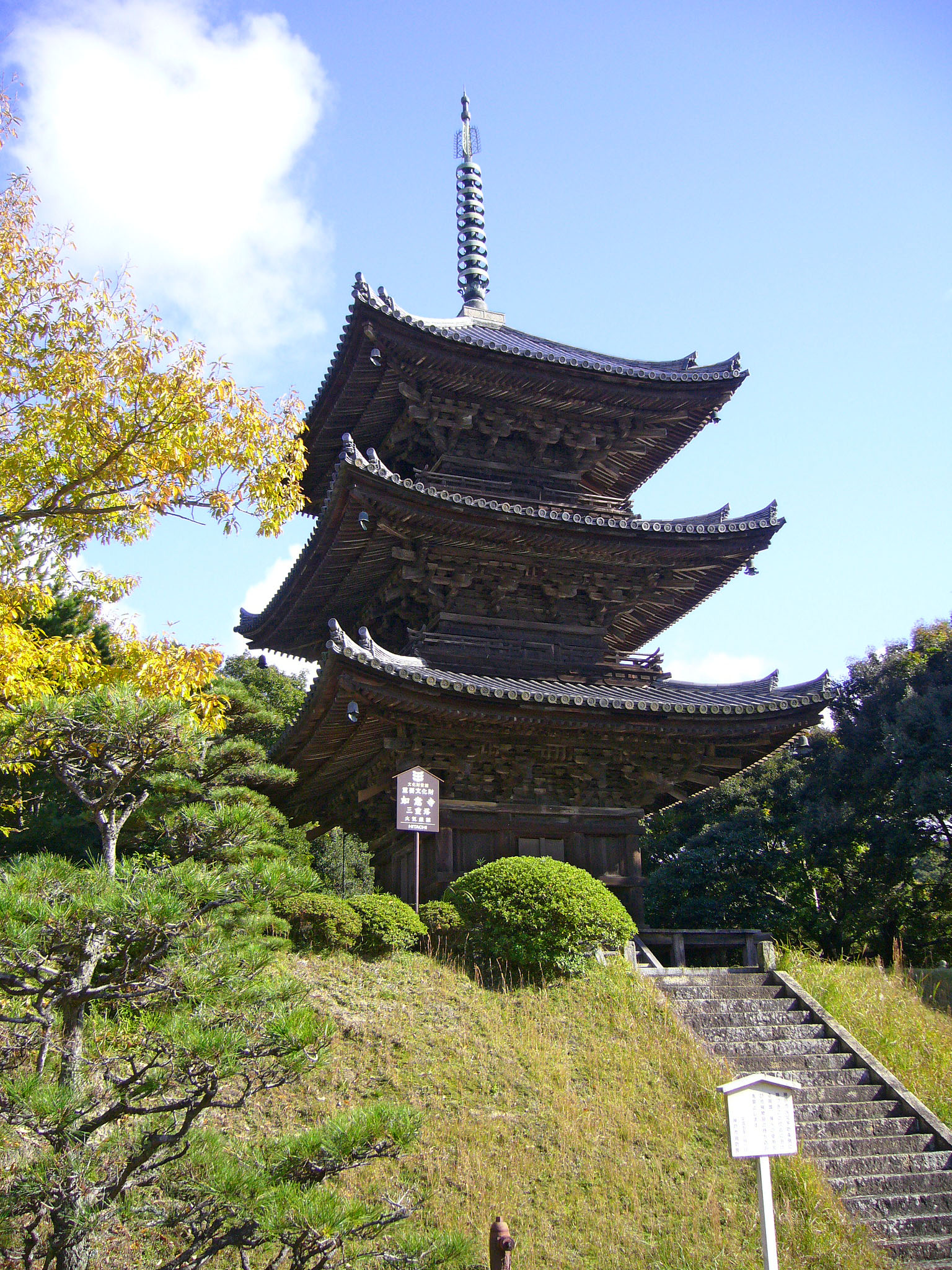
三重塔（重要文化財）

## 交通方式
- 神戶市營地下鐵西神・山手線 西神南站起徒歩20分
- 神戶市營地下鐵西神・山手線 西神中央車站搭乘神姫巴士13系統往「明石站」，約13分在「谷口」下車後徒歩12分
- JR神戶線或山陽電氣鐵道 明石站搭乘神姫巴士13系統往「寺谷」，約19分在「谷口」下車後徒歩12分

## 周邊
- 福聚律院（原如意寺塔頭，殘留據傳是宮本武藏所做的庭園）
- 端谷城跡（衣笠城、櫨谷城）
- 岡之屋形（岡邊的屋形）跡
- 井吹台谷口公園
- 太山寺
- 太山寺安養院庭園
- 太山寺成就院庭園
- 太山寺温泉

## 註腳
1. ↑  別的傳說是地藏菩薩和多聞天。「播州明石郡比金山如意寺縁起」（『神戸市文献史料 第2巻』神戸市教育委員会、1789年）による。
2. ↑  「播陽明石之保比金山如意寺旧記」（『神戸市文献史料 第2巻』）
3. ↑  「元亨釈書」（『大日本佛教全書 第62巻』）
4. ↑  「如意寺文書」貞応三年正月廿二日付「延暦寺政所下文案」（『兵庫県史』史料編中世2）
5. ↑  「如意寺文書」仁平二年三月六日付「僧某山野材木施入状写」（『兵庫県史』史料編中世2）
6. ↑  『平成6年度神戸市埋蔵文化財年報』（1997年）
7. ↑  「如意寺文書」貞応二年十二月付「播磨国司庁宣」（『兵庫県史』史料編中世2）
8. ↑  「如意寺寺社改」（『神戸市文献史料 第2巻』）
9. ↑  『新修神戸市史』歴史編2古代・中世

## 関連項目
- 日本寺院列表

## 外部連結
- 如意寺官方網站（页面存档备份，存于）